# Liquidità distribuita
La Liquidità Distribuita è uno strumento di politica monetaria che consente la gestione delle crisi economiche tramite l'immissione di liquidità direttamente nel tessuto imprenditoriale e produttivo, oltreché a supporto dei consumi, con un meccanismo di distribuzione meritocratico e non assistenzialista di nuova moneta. Lo strumento è stato ipotizzato da Alessandro Nosei nel dicembre 2015 e descritto nell'omonimo libro Liquidità Distribuita nel giugno 2016.

## Come funziona

### Meccanismo di distribuzione della liquidità
L'intervento monetario si sostanzia nella completa detassazione degli utili prodotti nei paesi con difficoltà economiche da parte di aziende estere, provenienti da paesi efficienti e virtuosi che, rispetto al paese di intervento, mostrano significative differenze di spread, nel modello preso come indicatore sintetico di performance.
Sul lato dei consumi, tutti gli acquisti effettuati con moneta elettronica nel paese in difficoltà da parte di un cittadino di un paese virtuoso, vedono un immediato riaccredito dell'IVA da parte dell’istituto preposto, finanziato con l’espansione monetaria. In questo modo si promuovono i consumi e tutto il relativo indotto, riattivando la microeconomia reale, dando un beneficio allo stesso tempo ai cittadini delle nazioni virtuose e facendo emergere l'economia sommersa (i privati che dovessero pagare in contanti le transazioni nel paese oggetto di aiuto, non godrebbero del premio).

### Aspetti quantitativi
Sono proprio le differenze di spread fra stati virtuosi e stati in difficoltà, proporzionati alla loro dimensione, a quantificare il valore dell'intervento monetario a sostegno degli investimenti industriali delle imprese virtuose nei territori nazionali che attraversano crisi economiche, e direttamente sui consumi.
Parallelamente, lo stimolo monetario determinato per un paese, viene diviso tra tutti gli altri paesi del sistema, proporzionalmente alla loro dimensione e competitività.

### Vantaggi
Rispetto agli strumenti tradizionali utilizzati dalle Banche Centrali, che favoriscono l'emissione di debito pubblico e affidano la distribuzione della liquidità al sistema bancario, la Liquidità Distribuita prevede la stampa di moneta a favore delle imprese di paesi virtuosi che intendono investire in paesi con difficoltà economiche; inoltre i consumi vengono stimolati direttamente alla fonte.

## Il dibattito fra keynesiani e monetaristi
La politiche monetarie espansive a mezzo di emissione di moneta sono da sempre al centro di dibattiti fra gli economisti, che temono squilibri tra finanza ed economia reale. Tuttavia la Liquidità Distribuita è stata definita come la perfetta sintesi di politiche keynesiane e monetariste: da un lato viene fatta espansione monetaria direttamente sull'economia reale, dall'altro non c'è il rischio di produrre effetti inflattivi in quanto l'immissione è selettiva proprio dove la depressione economica è maggiore, garantendo un'armonizzazione dei prezzi del sistema di lungo termine. Ha inoltre il vantaggio di essere giusta per tutti gli attori economici e politicamente sostenibile, poiché configura una soluzione win-win per tutti i cittadini e le imprese di stati appartenenti ad una stessa comunità economica.